# Dieter Höller
Dieter Höller (Bergheim, 3 settembre 1938 – 13 settembre 2013) è stato un calciatore tedesco, di ruolo attaccante.

## Carriera
Ha giocato nella prima divisione tedesca con la maglia dello Stoccarda.